# Dwight E. Beach

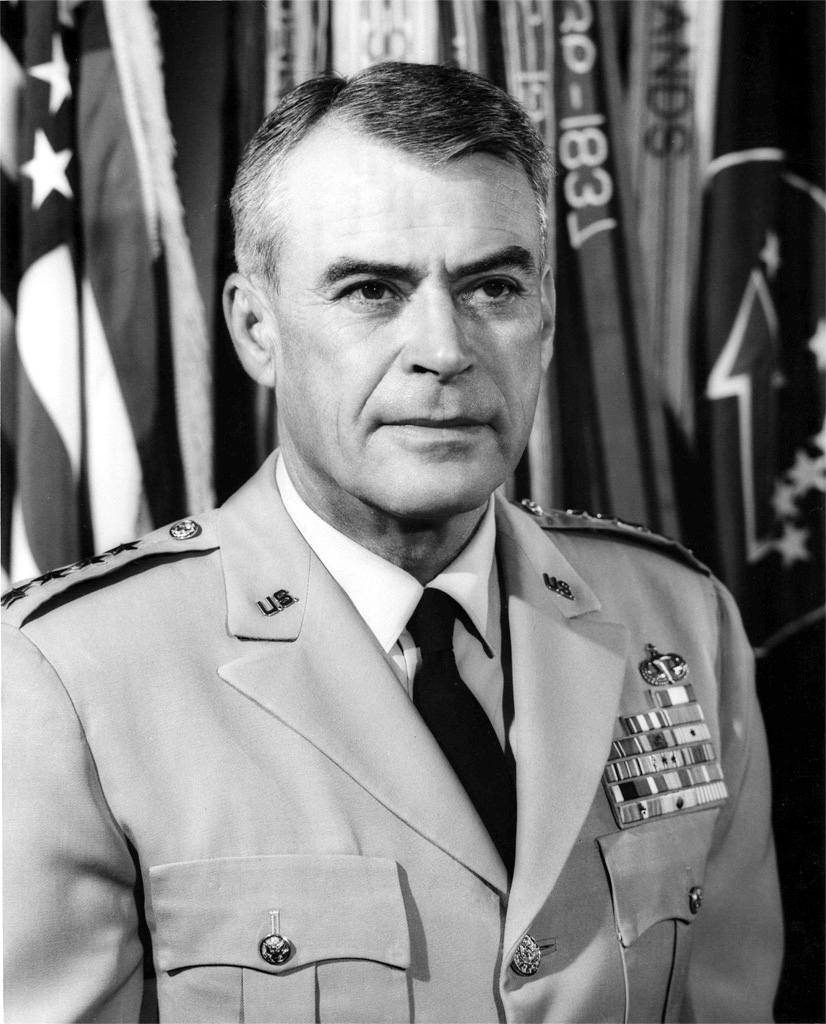
Dwight E. Beach

Dwight Edward Beach (* 20. Juli 1908 in Chelsea, Washtenaw County, Michigan; † 22. Juli 2000 ebenda) war ein Vier-Sterne-General der United States Army.
Dwight Beach war der Sohn von D. Edward Beach (1868–1938) und dessen Frau Amanda Agnes Luick (1869–1958). Er studierte zunächst zwei Jahre lang an der University of Michigan. In den Jahren 1928 bis 1932 durchlief er die United States Military Academy in West Point. Nach seiner Graduation wurde er als Leutnant der Feldartillerie zugeteilt, zwischenzeitlich wurde er vorübergehend der Heeresfliegerei zugewiesen. In der Armee durchlief er anschließend alle Offiziersränge bis zum Vier-Sterne-General.
Im Lauf seiner militärischen Karriere absolvierte Beach unter anderem das Armed Forces Staff College und das United States Army War College. Zwischenzeitlich war er auch Dozent an der Militärakademie in West Point, der Field Artillerie School, dem Army War College und dem Command and General Staff College.
In seinen jüngeren Jahren absolvierte er den für Offiziere in den niederen Rangstufen üblichen Dienst in verschiedenen Einheiten und Standorten. In den 1930er Jahren diente er unter anderem bei Artillerieeinheiten, die noch mit von Pferden gezogenen Geschützen ausgerüstet waren. Nach dem amerikanischen Eintritt in den Zweiten Weltkrieg wurde Beach auf dem pazifischen Kriegsschauplatz eingesetzt. Dort kommandierte er unter anderem das zur 41. Infanteriedivision gehörende 167. Feldartilleriebataillon, das zunächst auch noch mit Pferden operierte und dann auf Traktoren als Zugmaschinen umgestellt wurde. Beach war in Australien, Neuguinea und dann auf den Philippinen stationiert bzw. im Einsatz. Auf den Philippinen wurde er Stabsoffizier bei der Artillerie der 24. Infanteriedivision. Beach war an mehreren Landungen und Gefechten beteiligt und erreichte mit seiner Einheit 1945 Japan.
Später nahm Beach auch am Koreakrieg teil. Er kommandierte die Artillerie der 11. Luftlandedivision und dann die der 45. Infanteriedivision. Danach wurde er zur 8. Armee versetzt, wo er zunächst Stabsoffizier und ab November 1954 Stabschef war. Nach seiner Zeit in Korea wurde er nach Fort Bliss in Texas beordert, wo er Stabsoffizier beim U.S. Army Combat Developments Command wurde. Danach folgte eine Versetzung ins Pentagon, wo er die Abteilung für ferngesteuerte Flugkörper (Director of Guided Missiles) leitete.
Vom 1. Juli 1959 bis zum 21. April 1961 kommandierte Dwight Beach als Nachfolger von Hamilton H. Howze die 82. Luftlandedivision. Nachdem er das Kommando an seinen Nachfolger Theodore J. Conway übergeben hatte, wurde Beach erneut als Generalstabsoffizier ins Pentagon versetzt. Anschließend kommandierte er den U.S. Army Combat Developments Command in Fort Belvoir. In den Jahren 1965 und 1966 kommandierte er das United Nations Command und die 8. Armee. Anschließend hatte er von September 1966 bis Juli 1968 das Kommando über die United States Army Pacific. Danach trat er in den Ruhestand.
Dwight Beach verbrachte seinen Lebensabend auf der Familienfarm in Chelsea in Michigan, wo er am 22. Juli 2000 verstarb. Er wurde auf dem Friedhof der angrenzenden Gemeinde Lima beigesetzt. Mit seiner Frau Florence Eileen Clem (1912–1995) hatte er fünf Kinder.

## Orden und Auszeichnungen
Dwight Beach erhielt im Lauf seiner militärischen Laufbahn unter anderem folgende Auszeichnungen:
- Army Distinguished Service Medal
- Silver Star
- Legion of Merit
- Bronze Star Medal
- World War II Victory Medal
- Army of Occupation Medal
- Korean Service Medal
- United Nations Korea Medal
- Philippine Liberation Medal